# Sternidius misellus
Sternidius misellus är en skalbaggsart som först beskrevs av Leconte 1852.  Sternidius misellus ingår i släktet Sternidius och familjen långhorningar. Inga underarter finns listade i Catalogue of Life.